# ضرع

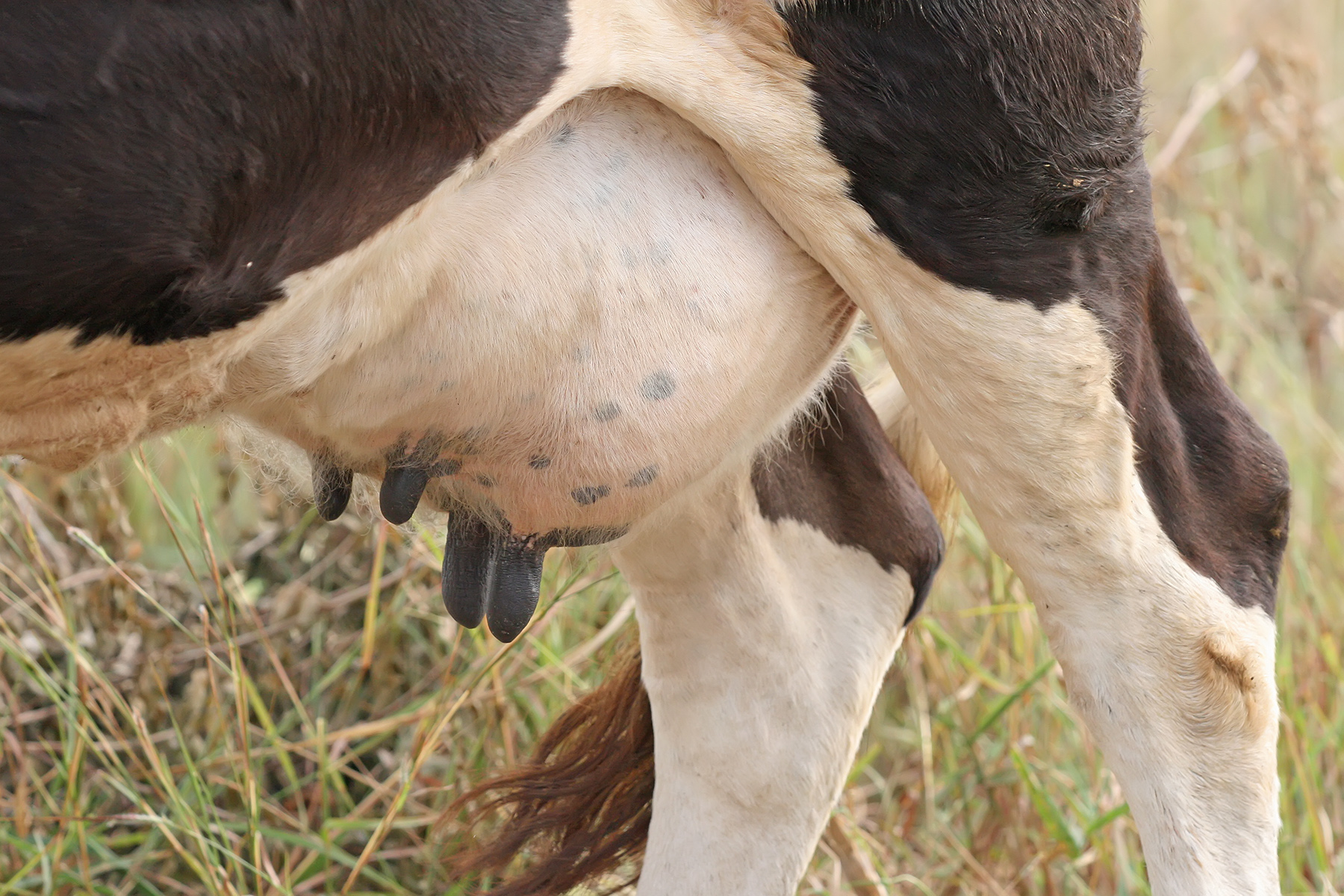
ضرع البقرة

الضرع (بالإنجليزية: Udder)‏ هو العضو المكون من الغدد الثديية لاناث الثدييات، وخاصة الحيوانات المجترة مثل البقر، الماعز، الخراف و الأيل. ويوجد زوجان منها في البقر، وزوج واحد في الغنم، الماعز والأيل ويوجد عدة أزواج من الضرع في حيوانات أخرى كالخنازير.